# Elena Cernei
Elena Cernei (Bairamcea, 1º marzo 1924 – Bucarest, 27 novembre 2000) è stata un mezzosoprano rumeno.
Mezzosoprano, musicologo, regista, docente di canto e ricercatrice scientifica sulla voce parlata e cantata insignita del titolo di Membro Attivo della New York Academy of Sciences.
È stata interprete prettamente verdiana, rossiniana e di opere di scuola francese ma del suo repertorio hanno fatto parte anche opere settecentesche di genere barocco, quali il Paride ed Elena, di Christoph Willibald Gluck ed anche opere contemporanee quali Oedipe di George Enescu e Doamna Chiajna di Nicolae Buicliu nella cui prima assoluta (16 ottobre 1973) fu librettista, regista e interprete titolare il che fu un primato assoluto nella storia del teatro lirico che un interprete assumesse questi tre ruoli in una prima assoluta.
In trentaquattro anni di carriera di cantante lirica si è esibita nei maggiori teatri di Europa, Asia e Stati Uniti.
Nel 1963 è stata nominata Artistă Emerită della Repubblica di Romania e nel 1999, l'anno prima della sua morte, ha ricevuto la laurea honoris causa dell'Università Nazionale di Musica di Bucarest per il contributo dato al campo della musicologia.

## Biografia
Nata a Bairamcea, presso Cetatea Albă (ora Bilhorod-Dnistrovs'kyj, città fortezza nella Oblast' di Odessa, Ucraina), Elena Cernei ha studiato canto con Constantin Stroescu dal 1948 al 1954 all'Università Nazionale della Musica di Bucarest (Conservatorio musicale Ciprian Porumbescu). Nello stesso periodo ha cantato anche come solista con la Filarmonica "George Enescu" dal 1951 al 1958 e all'Opera Nazionale di Romania dal 1952 al 1985, effettuando contestualmente tournée in Europa, Asia e Nordamerica a partire dal 1957.
Rimane nella storia quale primo mezzosoprano romeno affermato nei maggiori teatri lirici del mondo: Teatro alla Scala di Milano, New York Metropolitan Opera House, Opéra de Paris, Wienerstaats Oper.
Fuori dalla Romania si è esibita al Teatro alla Scala di Milano in Aida, alla Metropolitan Opera di New York in Samson et Dalila, Aida, Rigoletto, Carmen, Adriana Lecouvreur, all'Opéra National de Paris in Aida, Carmen e Oedipe di George Enescu con l'Opera di Bucarest in tournée, alla Wiener Staatsoper in Il Trovatore, al Teatro Bol'šoj di Mosca in Aida e Carmen, al Gran Teatre del Liceu di Barcellona in Carmen, al Théâtre de la Monnaie di Bruxelles nella prima produzione in lingua originale con Il Trovatore, al Palacio de Bellas Artes di Città del Messico in Aida e Carmen ed in molti altri prestigiosi teatri.
Ha fatto il suo debutto alla Metropolitan Opera il 17 marzo 1965 come Dalila in Samson et Dalila. Ha cantato con la compagnia newyorkese dal 1965 al 1968 interpretando, oltre a quello di Dalila, altri ruoli importanti come quello di Amneris in Aida, Maddalena in Rigoletto, la principessa di Bouillon in Adriana Lecouvreur e, nel ruolo principale, Carmen.
Altri ruoli da lei cantati in carriera sono stati quelli di Azucena ne Il trovatore, Clytemnestra in Iphigénie en Aulide, Arsace in Semiramide, Rosina ne Il barbiere di Siviglia, Ulrica in Un ballo in maschera, la principessa Eboli nel Don Carlos, Laura e La Cieca in La Gioconda, Cherubino ne Le nozze di Figaro, Giocasta in Œdipe di George Enescu, e Orfeo in Orfeo ed Euridice.
Elena Cernei ha abitato a Roma con il marito, il medico e musicologo Stephan Poen. Negli ultimi anni di vita si è dedicata alle ricerche scientifiche sulla fonazione e la metodologia didattica e all'insegnamento del canto partecipando come giurata a diversi concorsi per nuovi talenti lirici in Italia, Romania ed in altri paesi europei ed americani. Fra le sue pubblicazioni come musicologa figurano: L'enigma della voce umana (1983 Bucarest, 1987 Roma) e Et fiat lux (1987 Roma, 1999 Bucarest).
Molte delle sue performance in Romania sono state registrate su long playing dalla Electrecord. Un DVD con un film documentario sulla sua vita e sulla sua carriera life and career (con estratti da registrazioni live) è stato prodotto nel 2005 dalla TVR-Romanian Television Media.

## Repertorio
| Ruolo                   | Titolo                  | Autore      |
| ----------------------- | ----------------------- | ----------- |
| Carmen                  | Carmen                  | Bizet       |
| Chovančkovna            | Il principe Igor'       | Borodin     |
| Polina                  | La dama di picche       | Čajkovskij  |
| Principessa di Bouillon | Adriana Lecouvreur      | Cilea       |
| Giocasta                | Œdipe                   | Enescu      |
| Orfeo                   | Orfeo ed Euridice       | Gluck       |
| Paride                  | Paride ed Elena         | Gluck       |
| Clitennestra            | Ifigenia in Aulide      | Gluck       |
| Santuzza                | Cavalleria rusticana    | Mascagni    |
| Carlotta                | Werther                 | Massenet    |
| Cherubino               | Le nozze di Figaro      | Mozart      |
| La Cieca Laura Adorno   | La Gioconda             | Ponchielli  |
| Rosina                  | Il barbiere di Siviglia | Rossini     |
| Arsace                  | Semiramide              | Rossini     |
| Dalila                  | Sansone e Dalila        | Saint-Saëns |
| Ottaviano               | Il cavaliere della rosa | Strauss     |
| Maddalena               | Rigoletto               | Verdi       |
| Azucena                 | Il trovatore            | Verdi       |
| Ulrica                  | Un ballo in maschera    | Verdi       |
| Principessa d'Eboli     | Don Carlo               | Verdi       |
| Amneris                 | Aida                    | Verdi       |